# Ibrahim Bašagić
Ibrahim-beg Bašagić (1256 po hidžře/1830 či 1831 Nevesinje, osmanská říše – 8. listopadu 1902 Sarajevo, Bosna a Hercegovina) byl bosenskohercegovský úředník a politik bosňáckého původu.

## Život
Bašagić pocházel z rodu Redžepagićů, založeného Redžep-pašou (?–1703), který byl po Vídeňské válce jmenován beglerbegem (hejtmanem) a muhafizem (purkrabím) v Nikšići a poté hercegovským valím. Jeho otec Lutfullah-beg či Lutfi-beg (?–1851) zvaný Bašaga čili hlavní velitel, odtud Bašagić, se oženil s Alijou Selmanovićovou, s níž měl dva syny Osman-pašu (?–1881) a Ibrahim-bega (1841–1902).
Ibrahim-beg se nejprve vzdělával v islámských vědách travnické medrese. Nato vstoupil do státních služeb nižší úředník, později byl okresním hejtmanem, kajmekamem. Často střídal místa působnosti, úřadoval například ve městech Travnik, Nevesinje, Piva a Foča, krátce také zasedal v osmanském parlamentu v Istanbulu. Na této pozici mu byl udělen osmanský Řád osmaniye IV. třídy.
Po rakousko-uherském záboru Bosny a Hercegoviny roku 1878 vyjádřil loajalitu novému režimu a dále působil v pozici okresního hejtmana ve Stolci a později v Konjici. Roku 1882 se trvale usadil v Sarajevu, kde od roku 1883 působil jako evkaf mufetiš (účetní inspektor) v Zemské vakufské komisi, která dohlížela na činnost početných islámských nadací, vakufů, v Bosně a Hercegovině. Po smrti předsedy komise Musafa-bega Fadilpašiće (1892) a dočasném působení Mehmed Teufik-ef. Azabagiće, který se záhy stal reisu-l-ulemou Islámského společenství v Bosně a Hercegovině, roku 1893 zaujal jeho místo v čele instituce.
Roku 1890 mu byl udělen Řád železné koruny III. třídy (dekorace na náprsní stuze ve tvaru trojúhelníka) a poté roku 1898, u příležitosti padesáti let císaře na trůnu, Řád Františka Josefa I. III. třídy (komtur – odznak u krku).
Podle islámské tradice byl 9. listopadu nebožtík přenesen ze svého domu do sarajevské Gazi Husrev-begovy mešity, kde proběhla zádušní mše. Tělesné ostatky byly uloženy na hřbitově Bakije.
Bašagić se oženil s Almasou, dcerou Derviš Salih-paši a vnučkou legendárního Smail-agy Čengiće, jenž vstoupil i do lidové poezie. V tomto svazku se narodili synové Teufik-beg (?–1942), Safvet-beg a Osman-beg (?–1927) a dvě dcery, Munira a Kanita. Munira se roku 1889 vdala za Riza-bega Kapetanoviće.